# Epitausa lurida
Epitausa lurida là một loài bướm đêm trong họ Erebidae.